# Festuca dahurica
Festuca dahurica là một loài thực vật có hoa trong họ Hòa thảo. Loài này được (St.-Yves) Krecz. & Bobrov mô tả khoa học đầu tiên năm 1934.